# 暴力时期
暴力时期（西班牙語：La Violencia）是1948年—1958年哥倫比亞境內爆發的內戰，作戰雙方分別是哥伦比亚保守党与哥伦比亚自由党。 
1948年4月9日，哥伦比亚自由党政治人物豪尔赫·埃利塞尔·盖坦被暗杀後， 波哥大爆發大规模骚乱，造成约5000人伤亡。此時支持哥伦比亚保守党的农民試圖夺取支持哥伦比亚自由党的农民的土地，內戰爆發。 
這一時期的內戰造成至少20万人死亡，占当时哥倫比亞人口的近 2%。